# František Kupčík
František Kupčík byl český a československý politik Komunistické strany Československa a poúnorový poslanec Národního shromáždění ČSR.

## Biografie
Ve volbách roku 1954 byl zvolen do Národního shromáždění za KSČ ve volebním obvodu Vyškov. V Národním shromáždění zasedal do konce jeho funkčního období, tedy do voleb v roce 1960. K roku 1954 se profesně uvádí jako seřizovač strojů v Závodech Jana Švermy Brno.